# Edith Oenone Somerville
Edith Anna Oenone Somerville (Corfù, 2 maggio 1858 – Castletownshend, 8 ottobre 1949) è stata una scrittrice e artista irlandese che ha scritto firmandosi come E. Œ. Somerville.
Ha scritto molti romanzi in collaborazione con sua cugina Violet Martin (sotto lo pseudonimo di Martin Ross); insieme si firmavano Somerville and Ross.

## Biografia

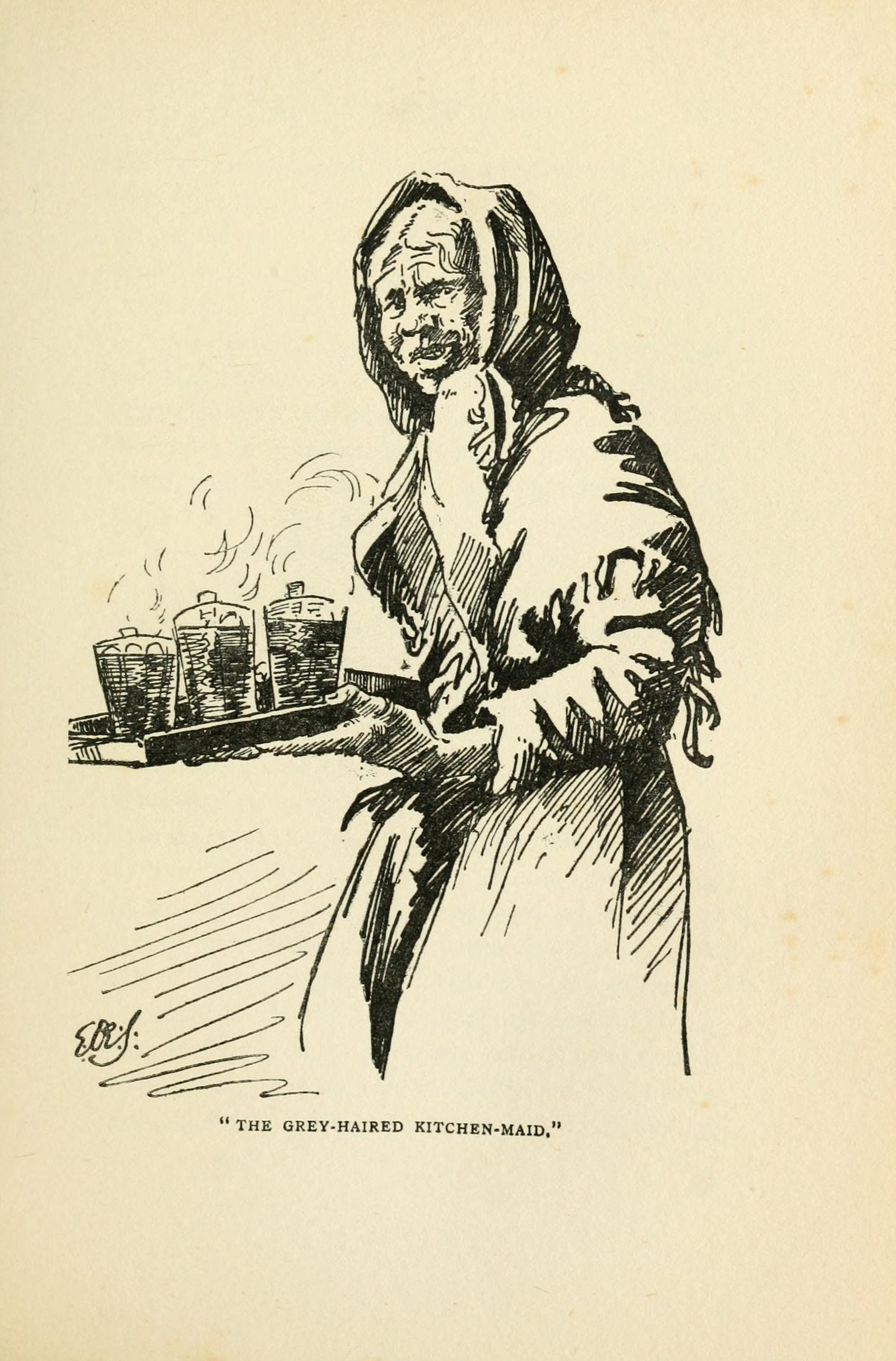
Un'illustrazione realizzata da Somerville nel libro All on the Irish Shore

Maggiore di otto figli, Somerville nacque sull'isola di Corfù, allora parte degli Stati Uniti delle Isole Ionie, un protettorato britannico dove era di stanza suo padre, che era un militare. Un anno dopo, suo padre si ritirò a Castletownshend, nella contea di Cork, dove Somerville è cresciuta. Si dice che Somerville abbia comandato sua sorella e i suoi fratelli, in una famiglia in cui le donne erano incoraggiate ad essere audaci. Ha ricevuto la sua istruzione primaria a casa e successivamente ha frequentato l'Alexandra College di Dublino. Nel 1884 si recò a Parigi nel primo di numerosi viaggi per studiare arte all'Académie Colarossi e all'Académie Delécluse, e poi trascorse un semestre alla Westminster School of Art a Dean's Yard, Westminster. Quando era a casa, l'equitazione e la pittura erano i suoi interessi principali. 

### Carriera
Nel gennaio 1886 incontrò sua cugina Violet Martin e la loro collaborazione letteraria iniziò l'anno successivo. Il loro primo libro, An Irish Cousin, apparve nel 1889, sotto i nomi Geilles Herring (dal nome da nubile del suo antenato, la moglie di Sir Walter de Somerville di Linton e Carnwath) e Martin Ross, sebbene quegli pseudonimi fossero abbandonato dopo la prima edizione. Nel 1898 Edith Somerville andò a dipingere alla colonia artistica di Etaples, accompagnata da Violet. Lì approfittarono del loro soggiorno ideando insieme le storie poi raccolte in Some Experiences of an Irish R.M., completato l'anno successivo. Quando Violet morì nel 1915, avevano pubblicato insieme quattordici libri. La morte di sua cugina colpì molto Edith, che continuò a scrivere come "Somerville e Ross", sostenendo che si tenevano in contatto attraverso sedute spiritiche. La natura precisa della loro relazione - se fossero partner romantiche e sessuali oppure soltanto collaboratrici letterarie e amiche - è stata oggetto di speculazioni da parte degli scrittori successivi.
Somerville era molto dedita allo sport, e nel 1903 era diventata padrona dei West Carbery Foxhounds. Era anche attiva nel movimento suffragista, in corrispondenza con Dame Ethel Smyth. Era a Londra ancora in ripresa dallo shock della morte di Violet quando scoppiò la Rivolta di Pasqua del 1916. Il 9 maggio ha scritto una lettera al Times, incolpando il governo britannico per la situazione in Irlanda.  Successivamente, tese al nazionalismo e, come musicista esperta, si specializzò in melodie irlandesi e canzoni nazionaliste. 
Ha esposto le sue foto a Dublino e a Londra tra il 1920 e il 1938 ed è stata attiva come illustratrice di libri illustrati sportivi e libri illustrati per bambini, incluso quello di Ethel Penrose, un'altra sua cugina.
Nel 1936, suo fratello Henry Boyle Townsend Somerville, vice ammiraglio in pensione della Royal Navy, fu ucciso dall'IRA nella casa di famiglia a Castletownshend. Ha terminato il suo libro " Will Mariner " dopo la sua morte.

### Morte e sepoltura
Somerville morì a Castletownshend l'8 ottobre del 1949, all'età di 91 anni, ed è sepolta insieme alla cugina Violet Florence Martin nella chiesa di Saint Barrahane con una sepoltura congiunta.

## Eredità culturale
Una considerevole eredità archivistica rimane sia a Castletownsend che nella Biblioteca del Trinity College.
I libri Some experiences of an Irish R.M. furono trasformati in una serie TV nel 1983.

## Opere

### Con Violet Martin
- An Irish Cousin (1889)
- Naboth's Vineyard (1891)
- In the Vine Country (1893), saggio
- Through Connemara in a Governess Cart (1893)
- The Real Charlotte (1894)
- Beggars on Horseback (1895)
- The Silver Fox (1897)
- Some Experiences of an Irish R. M. (1899)
- A Patrick's Day Hunt (1902)
- All on the Irish Shore (1903)
- Some Irish Yesterdays (1906)
- Further Experiences of an Irish R.M. (1908)
- Dan Russell the Fox (1911)
- In Mr Knox's Country (1915)

### Romanzi solisti
- Irish Memories (1917)
- Mount Music (1919)
- An Enthusiast (1921)
- The Big House of Inver (1925)
- The States through Irish Eyes (1930)
- An Incorruptible Irishman (1932)
- The Smile and the Tear (1933)
- The Sweet Cry of Hounds (1936)
- Sarah's Youth (1938)
- Maria and Some Other Dogs (1949)